# 夏多布里昂墓
夏多布里昂墓（Tombeau de Chateaubriand）是埋葬法国著名作家弗朗索瓦-勒内·德·夏多布里昂的坟墓，位于作家家乡圣马洛的潮汐岛大贝岛（低潮时，可以步行上岛）。夏多布里昂于1768年9月4日生于圣马洛，1848年7月4日死于巴黎。夏多布里昂墓于1954年列为 法国历史遗迹。

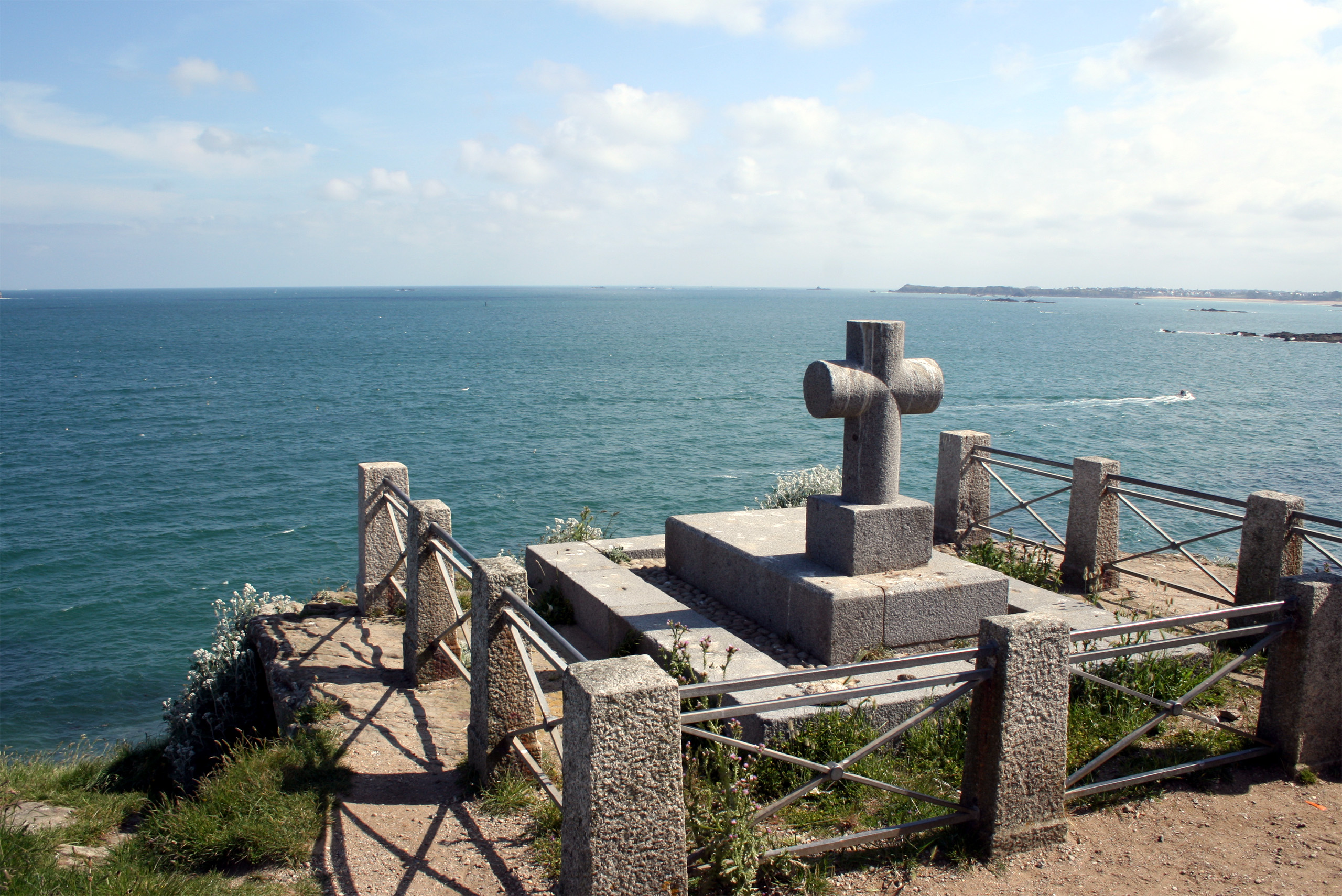
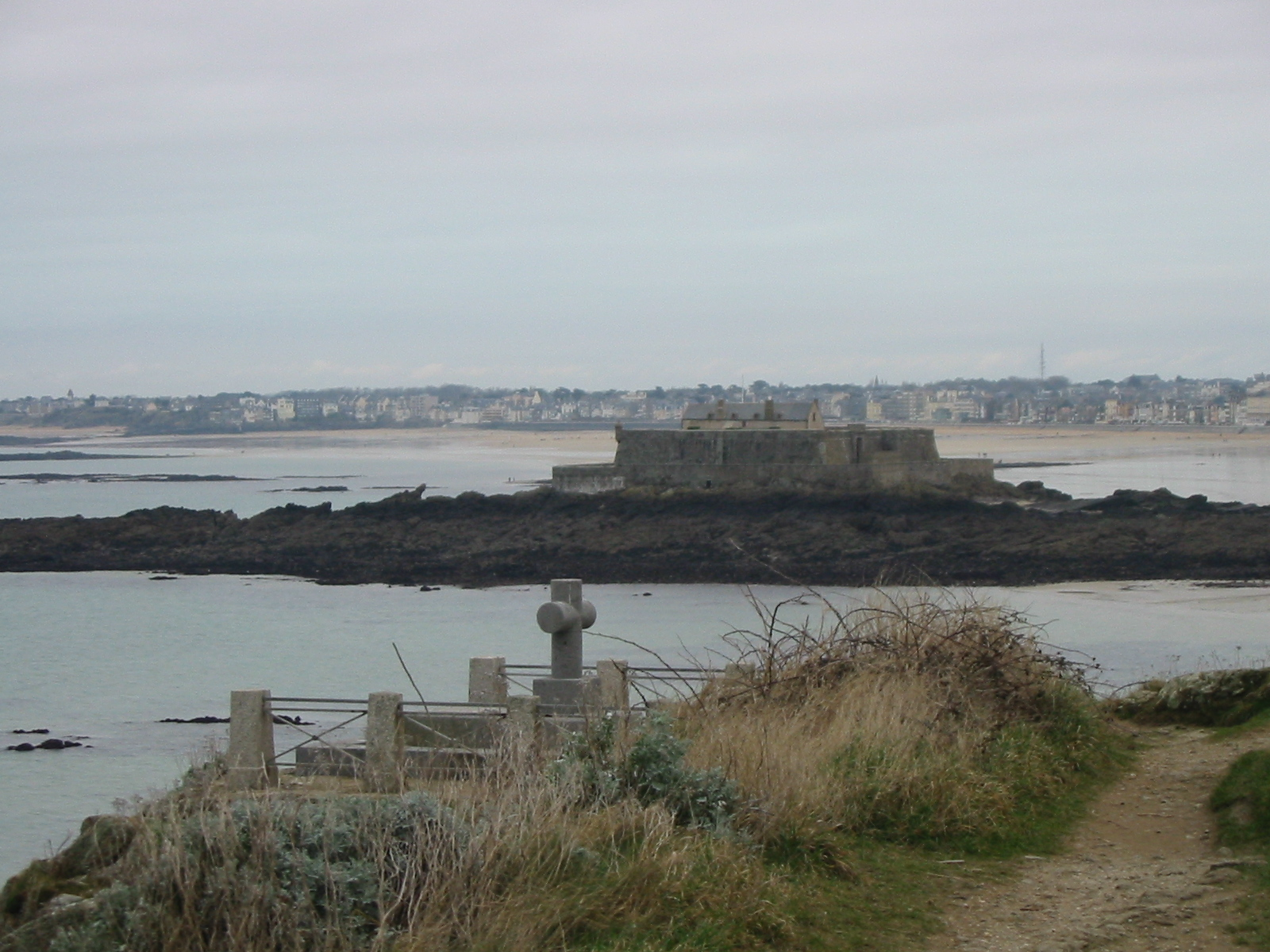
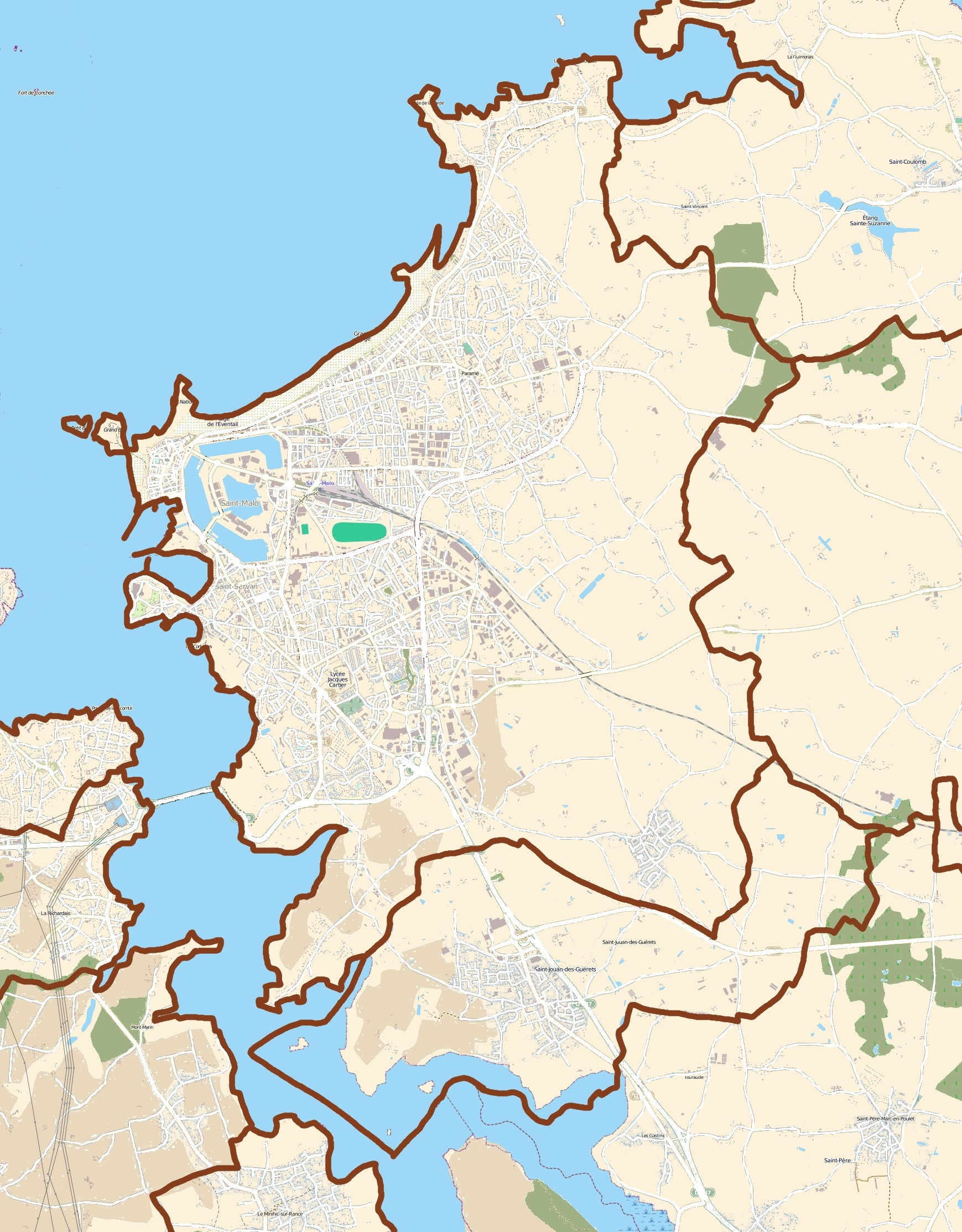